# Mohamed Abdelwahab
Mohamed Abdelwahab (arabisch محمد عبد الوهاب, DMG Muḥammad ʿAbd al-Wahhāb, * 13. Juli 1983 in Madinat al-Fayyum, Ägypten; † 31. August 2006 in Kairo) war ein ägyptischer Fußballspieler.
Mohamed Abdelwahab war ein erfolgreicher Verteidiger. Er spielte seit 2004 für al-Dhafra in den Vereinigten Arabischen Emiraten. Wegen Vertragsproblemen trainierte er zum Schluss jedoch beim amtierenden ägyptischen Meister von 2006 al Ahly Kairo. Mit dem Nationalteam seines Landes gewann er 2006 die Afrikameisterschaft.
Während eines Trainings brach Abdelwahab zusammen und starb mit 23 Jahren. Laut Ärzten ist sein Tod auf einen Herzfehler zurückzuführen.